# Denis Mann
Denis Mann (nacido en 1935) es un artista del vidrio escocés. Estudió con Helen Monro Turner en el Edinburgh College of Art, donde aprendió la técnica de grabado con rueda de cobre, que utilizó en su carrera posterior. Después de un breve período como profesor de arte, incluso durante el Servicio Nacional con la Real Fuerza Aérea, Mann se convirtió en artista profesional. Mann envió varios trabajos a Caithness Glass, antes de aceptar un trabajo allí como grabador y diseñador, y Bill Wright, creador y productor del programa de juegos de la BBC Mastermind, los descubrió. Wright le pidió a Mann que produjera los trofeos para el programa. El primero de ellos se presentó en 1972 y Mann los produjo para cada serie posterior. Ahora está semirretirado.

## Primeros años y carrera
Mann nació en Ballinluig, Perthshire, en 1935. Fue educado en Breadalbane Academy en Aberfeldy y luego en el Edinburgh College of Art. En la universidad, Mann estudió con Helen Monro Turner (esposa del químico del vidrio W. E. S. Turner). Mann se especializó particularmente en el grabado con rueda de cobre, una técnica ahora raramente utilizada que permite el grabado de formas delicadas en vidrio. Señala que «es una técnica tan hermosa. También existe el placer de saber que estoy continuando con una tradición tan antigua».
Luego, Mann se formó como profesor y enseñó arte en Stirlingshire. Convocado para el Servicio Nacional, Mann se desempeñó como profesor de arte en la Real Fuerza Aérea. Fue enviado al Protectorado de Adén, que describió como un choque cultural que «volvió a despertar la necesidad de dibujar cualquier cosa». Cuando tenía poco más de 30 años, se desilusionó con la enseñanza y buscó empleo como artista. Se mudó a Wick, Caithness, en 1970, momento en el cual estaba casado con Trudi, archivista asistente.

## Trofeos de Mastermind
En 1970, Mann visitó Caithness Glass, antes de aceptar un trabajo allí como diseñador y grabador, para discutir los términos de su empleo. El mismo día, Bill Wright, creador y productor del programa de juegos de la BBC Mastermind, visitó la fábrica para hablar sobre la confección de un trofeo para el programa. Mann no conoció a Wright ese día, pero algunos de sus trabajos grabados con ruedas de cobre, que representan figuras humanas, fueron mostrados a Wright y él los aprobó. Mann aceptó el trabajo en Caithness Glass y trabajó en el diseño y la producción de cuencos, incluidos los que luego grabaría para Mastermind. Wright encargó el trofeo a Caithness Glass y el trabajo se lo entregó a Mann. Mann y Wright se reunieron a principios de 1971 para discutir el diseño, que Wright quería que fuera de estilo clásico y presentara a las nueve Musas de la mitología griega.
El primer trofeo se presentó al final de la serie inaugural de 1972 y Mann pasó a producir el trofeo para cada edición posterior del programa, produciendo 50 trofeos para 2022. Cada trofeo tiene como tema las Musas, pero su diseño es único. En los años iniciales, los productores de Mastermind visitaron a Mann para discutir el diseño de cada trofeo. En los últimos tiempos, Mann ha utilizado a la exmiembro del Parlamento Escocés por el Partido Nacional Escocés, Gail Ross, como musa y modelo para el trabajo. Ella dona su tarifa a organizaciones benéficas. En reconocimiento a su trabajo en el programa Mastermind, el presentador Magnus Magnusson le entregó a Mann una impresión de edición limitada firmada de la icónica silla del programa, en su 25.º aniversario.

## Vida posterior
Después de dejar Caithness, Glass Mann estableció su propio estudio en la costa de Caithness, cuyo paisaje inspiraría parte de su trabajo. Utiliza un torno que perteneció a Helen Monro Turner. Mann ha producido piezas para Isabel Bowes-Lyon, Isabel II, el programa de la BBC One Man and His Dog y Compaq. En 2010 exhibió Discord, un panel de vidrio grabado que representa dos manos sobre el teclado de un piano a punto de tocar una discordancia, en el Turner Museum of Glass en Sheffield. Mann ahora está semirretirado y vive en Wick.